# Jacques Neirynck
Jacques Neirynck (Ukkel, 17 augustus 1931 – Écublens, 24 juli 2025) was een Belgisch-Zwitsers ingenieur, schrijver en politicus voor de Christendemocratische Volkspartij (CVP/PDC) uit het kanton Vaud.

## Biografie

### Afkomst en opleiding
Jacques Neirynck is een zoon van Jozef Neirynck, een handelaar, en van Cécile Dubrulle. Hij was gehuwd met Georgette Werbrouck en huwde later een tweede maal met Marie-Annick Roy. In 1954 behaalde hij en ingenieursdiploma aan de Katholieke Universiteit van Leuven, waar hij vervolgens in 1958 een doctoraat behaalde.

### In België en Congo
Van 1954 tot 1957 werkte Neirynck  in een kolenmijn. Vervolgens trok hij naar Leopoldstad in Belgisch-Congo, waar hij van 1957 tot 1963 hoogleraar was aan de Universiteit Lovanium. Nadien werkte hij van 1963 tot 1972 in een onderzoekslaboratorium van Philips in Brussel.

### In Zwitserland
Neirynck was van 1972 tot 1996 hoogleraar aan de Technische Universiteit van Lausanne. Hij naturaliseerde in 1996 tot Zwitser en werd ook politiek actief in Zwitserland. Hij zetelde tweemaal in de Nationale Raad, van 6 december 1999 tot 30 november 2003 en van 3 december 2007 tot 29 november 2015.
Neirynck overleed op 24 juli 2025 op 93-jarige leeftijd.
- Base de données des élites suisses: 54858
- Bibsys: 90501558
- Bibliothèque nationale de France: cb11917525g (data)
- CiNii: DA00863197
- Gemeinsame Normdatei: 120052954
- Historisch woordenboek van Zwitserland: 046638
- International Standard Name Identifier: 0000 0001 1067 4250
- Library of Congress Control Number: n86002081
- Nationale Bibliotheek van Letland: 000130865
- Bibliotheek van het Japanse parlement: 00760691
- Nationale Bibliotheek van Tsjechië: osa2011655238
- Nationale Bibliotheek van Israël: 987007265966005171
- Nationale Bibliotheek van Polen: a0000002278098
- Nationale en Universitaire bibliotheek Zagreb: 000298333
- Nederlandse Thesaurus van Auteursnamen: 147792185
- Istituto Centrale per il Catalogo Unico: RMSV694541
- Système universitaire de documentation: 027046044
- Zwitserse Bondsvergadering: 498
- Virtual International Authority File: 64009807